# Chitwoodia tripapillata
Chitwoodia tripapillata is een rondwormensoort uit de familie van de Tubolaimoididae. De wetenschappelijke naam van de soort is voor het eerst geldig gepubliceerd in 1976 door Jayasree.